# Accord sur le commerce des services
Pour les articles homonymes, voir ACS.
L'Accord sur le Commerce des Services (ACS), connu sous son acronyme anglais TiSA (pour Trade in Services Agreement), est un projet de traité international ayant été en négociation par 23 parties membres de l’Organisation mondiale du commerce (OMC), dont l'Union européenne (représentant 27 États), la Suisse et le Canada, soit un total de 50 États. Connues des ONG, ces négociations ont été mises en lumière par les révélations de WikiLeaks en avril 2014.

## Engagement de l'Union européenne
| Vote du parlement | Composition du parlement élu en 2009 jusqu'en 2014 |
| --- | -------------------------------------------------- |
| Pour des raisons techniques, il est temporairement impossible d'afficher le graphique qui aurait dû être présenté ici. | Élections européennes de 2009                      |

En juillet 2013, par 526 voix pour (dont une majorité de députés adhérents à l'UMP, au Parti socialiste et centristes côté français) et 111 contre (dont une majorité de députés adhérents aux Verts, au Front de Gauche et au Front national), le Parlement européen a validé l'ouverture des négociations qui sont aujourd'hui menées au nom des 28 États membres par la Commission européenne.

## Caractère secret
Le projet de traité est protégé par copyright résultant d'un dépôt de droit américain, ce qui interdit de le diffuser ou de le publier complètement ou en partie. L'exemplaire déposé au Parlement européen dans une armoire forte, n'est consultable que sur autorisation spéciale, avec interdiction d'en prendre note ou une copie. Ces négociations, connues des ONG, ont été médiatisées à la suite des révélations de Wikileaks qui a divulgué en avril 2014 une partie de son contenu.
À la suite de révélations de Wikileaks, le 25 mai 2016, on apprend que « Dans le cadre de TISA, les pays devraient renoncer à toute législation imposant une implantation locale, liant les contrats à des emplois locaux, à des transferts de technologies, à des efforts de recherche et développement sur place, à l’utilisation de produits industriels nationaux. ». En outre, les sociétés d'État seraient forcées de fonctionner de la même façon que les sociétés privées, première étape vers la privatisation.

## Contexte
L’accord général sur le commerce des services (AGCS) est une des annexes de l'Accord de Marrakech instituant l'Organisation mondiale du commerce (OMC) en 1994. Il fut décidé d'attendre 5 ans, puis de reprendre les négociations pour approfondir cet accord lors du cycle de Doha. Le cycle de Doha s'est soldé par un échec, et les négociations sont officiellement suspendues le 28 juillet 2006.
Le gouvernement canadien décrit le début des discussions comme suit : « Au début de l’année 2012, certains membres de l’OMC particulièrement intéressés par les services ont entamé des discussions sur l’adoption de nouvelles stratégies visant à faire progresser la libéralisation du commerce des services alors que le cycle de Doha reste dans une impasse. Les discussions ont révélé que ces membres étaient prêts à négocier entre eux un accord ambitieux sur le commerce des services, comme le permettent les règles de l’AGCS. Le consensus s’est précisé à l’automne 2012, et les négociations devraient démarrer en mars 2013. »
Quatre séries de négociations se sont déjà tenues à Genève en 2013, et deux en 2014. Les parties ont pu déposer des offres initiales avant la ronde de négociations de février 2014, et elles ont été examinées pendant les rondes de février et d'avril 2014.

## Critiques adressées au traité ACS

### Relativement à la privatisation des services publics
Fin avril 2014, l'Internationale des services publics, une fédération syndicale internationale de travailleurs du service public, publie un rapport sur l'Accord sur le commerce des services rédigé par Scott Sinclair et Hadrian Mertins-Kirkwood intitulé « L’ACS contre les services publics ». Le rapport est très critique envers l'ACS, indiquant notamment dans son introduction que l'ACS « s’inscrit dans cette nouvelle vague inquiétante d’accords commerciaux et d’investissement, reposant sur des pouvoirs juridiquement contraignants qui institutionnalisent les droits des investisseurs et interdisent toute intervention des États dans un large éventail de secteurs indirectement liés au commerce » et que l'accord subvertit le concept même de service public au profit des entreprises, alors même que les services publics ont pour but de fournir aux populations des services essentiels et distribués équitablement, chose que la logique de régulation du marché par le marché ne permet pas de faire.
Le 19 juin 2014, le site Wikileaks rend public l'annexe de l'Accord sur le commerce des services en le publiant sur Internet. La publication du document est accompagnée d'analyses critiquant fortement le projet d'accord sur plusieurs aspects : le déroulement opaque et antidémocratique de la négociation qui devait rester secrète, le libéralisme supposé du traité qui empêcherait toute régulation de la part des États dans des secteurs relevant jusqu'à présent des services publics, la pression exercée par les membres de la négociation sur les pays économiquement moins puissants (notamment les pays en voie de développement) qui se verraient contraints de rejoindre le traité alors qu'il les défavorise largement, et les conséquences du traité qui risqueraient de reproduire des crises financières comme la crise financière mondiale ayant débuté en 2007.

### Relativement à la déréglementation des professions réglementées
Ces professions relèvent en France du droit civil et non du Code de commerce. 
Certaines d'entre elles (médecins, pharmaciens, notaires, experts-comptables, architectes, experts-géomètres, huissiers de justice, dentistes, avocats, commissaires priseurs, ..) sont régies par un ordre professionnel, personne morale de droit public, qui est chargée d'organiser la concurrence entre les différents professionnels sur la base d'un règlement propre, le Code de déontologie, avec une juridiction disciplinaire dont les décisions sont susceptibles d'un appel devant les tribunaux administratifs. Ce sont ces règlements, pris en application des lois particulières organisant ces professions et publiés par un décret en Conseil d'État (comme des conventions collectives), qui font appeler ces activités « professions réglementées ». Ils fixent à chacune de ces professions des buts qui sont d'intérêt public (santé, justice, architecture...) et organisent la concurrence entre les différents professionnels selon des principes déontologiques.
L'Accord sur le commerce pose pour acquis que ces professionnels sont des commerçants, des vendeurs de services, qui doivent être eux aussi régis par les règles du commerce dont le premier but est d'optimiser les profits en argent. L'objectif est de permettre à des entreprises multinationales de soins dentaires, de commerce de médicaments, de comptabilité, de recouvrement de créances, d'avocats ou de construction, de prendre le contrôle de ces secteurs qui leur échappent.[non neutre]